# Schule Odenkirchen

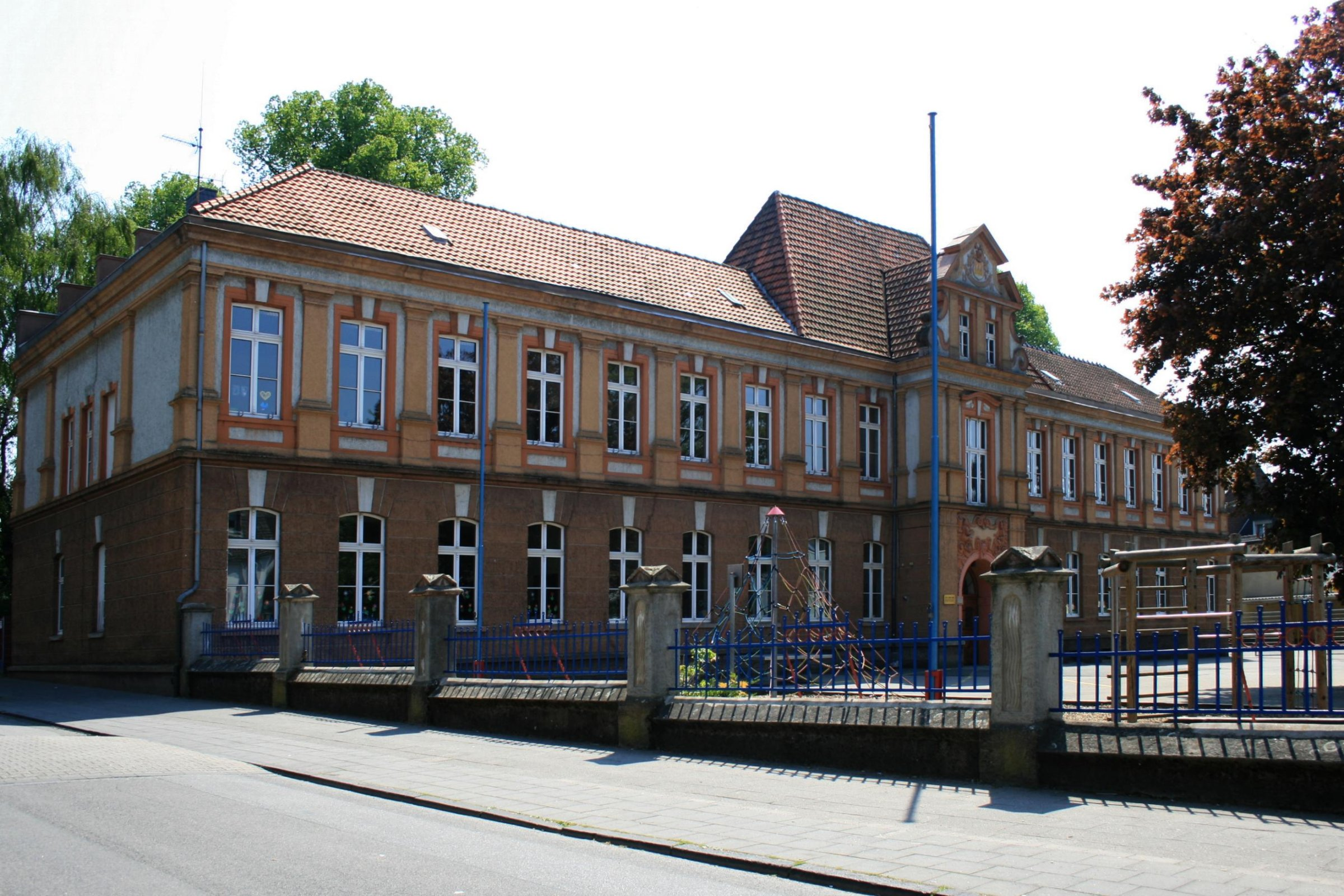
Schule mit Wohnhaus (2010)

Die Schule Odenkirchen mit Wohnhaus steht im Stadtteil Odenkirchen in Mönchengladbach (Nordrhein-Westfalen), Schmidt-Bleibtreu-Straße 66.
Das Gebäude wurde 1881 erbaut. Es ist unter Nr. S 008 am 24. September 1985 in die Denkmalliste der Stadt Mönchengladbach eingetragen worden.

## Lage
Die evangelische Grundschule liegt im Zentrum Odenkirchens.

## Architektur
Bei der heutigen Grundschule handelt es sich um die 1907 vollendete Erweiterung. Die Schule besteht aus zwei alten Bauabschnitten. Zum einen ist das der verbliebene Teil des ehemaligen Lehrerseminars, einem vierachsigen Backsteinbau in drei Stockwerken und Satteldach mit Treppengiebel. Zum anderen die große Erweiterung von 1907.
Dieses Gebäude liegt mit der Schauseite zur Schmidt-Bleibtreu-Straße hin und zeigt 18:2 Achsen. Für den Ortsteil Odenkirchen hat sich hier ein schönes und zeittypisches öffentliches Gebäude erhalten. Wegen des guten Erhaltungszustandes und aus stadtteilhistorischen Gründen ist das Gebäude schützenswert.